# Lina Heydrich
Lina Heydrich (Fehmarn, 1911. június 14. – Fehmarn, 1985. augusztus 14.) német író. A később meggyilkolt Reinhard Heydrich felesége volt, aki a náci Németország egyik központi alakja volt, négy gyermekük született. Lina állítólag semmit nem tudott férje a Reichssicherheitshauptamt élén elkövetett bűntényeiről.

## Bibliográfia
- Bullock, Alan. Hitler: A Study in Tyranny. London: Penguin Books [1952] (1962). ISBN 978-0-14-013564-0
- Dederichs, Mario R. (2006), Heydrich: The Face of Evil, Greenhill Books, London, ISBN 1-85367-686-1.
- Deschner, Guenther. (1981), Heydrich: The Pursuit of Total Power, Orbis, ISBN 978-0-85-613295-7.
- Heydrich, Lina. (1976), Leben mit einem Kriegsverbrecher ("Life with a War Criminal"), Ludwig Verlag, Pfaffenhofen, ISBN 3-7787-1025-7.
- McNab, Chris. The SS: 1923–1945. Amber Books Ltd (2009). ISBN 978-1-906626-49-5
- Williams, Max. Reinhard Heydrich: The Biography, Volume 1—Road To War. Church Stretton: Ulric Publishing (2001). ISBN 978-0-9537577-5-6
- Williams, Max. Reinhard Heydrich: The Biography, Volume 2—Enigma. Church Stretton: Ulric Publishing (2003). ISBN 978-0-9537577-6-3